# Troisième district congressionnel de l'Oklahoma
Le 3e district congressionnel de l'Oklahoma est le plus grand district de l'État, couvrant une superficie de 34 088,49 miles carrés, soit plus de 48 % de la superficie de l'État. Le district est bordé par le Nouveau-Mexique, le Colorado, le Kansas et le Texas. Au total, le district comprend (en tout ou en partie) un total de 32 comtés et couvre plus de territoire que les quatre autres districts de l'État réunis. C’est l’un des plus grands districts du pays qui ne couvre pas l’ensemble d’un État.
Le district est représenté par le Républicain Frank Lucas depuis 2003.
Avant 2003, la majeure partie du territoire appartenant désormais au 3e district se trouvait dans le 6e district. Pendant ce temps, de 1915 à 2003, le 3e district était situé dans le sud-est de l'Oklahoma, une région connue sous le nom de Little Dixie. Son historique de vote était radicalement différent de celui du 3e actuel ; un seul Républicain l’a remporté. C'était le district de Carl Albert, Speaker de la Chambre de 1971 à 1977.

## Géographie
Le district borde le Nouveau-Mexique à l'ouest, le Colorado et le Kansas au nord et le Texas au sud. À l'extrême ouest, le district comprend les trois comtés de l'Oklahoma (Cimarron, Texas, Beaver), mais aussi Harper, Ellis, Woodward, Woods, Major, Alfalfa, Grant, Garfield, Kay, Noble, Osage, Pawnee, Creek, Payne, Lincoln, Logan, Kingfisher, Blaine, Canadien, Dewey, Custer, Roger Mills, Beckham, Washita, Caddo, Kiowa, Greer, Harmon et Jackson.
Certaines des principales villes du district comprennent Guymon, Ponca City, Cheyenne, Enid, Stillwater, Yukon, Guthrie, Sapulpa et Altus. Il comprend également des quartiers d'Oklahoma City et de Tulsa.

## Histoire
Le succès politique du Parti Républicain dans la région reflète l’évolution des schémas d’affiliation à un parti, similaire à celle observée dans le sud. Bien que le nord-ouest de l'Oklahoma ait été colonisé par des migrants du Kansas, favorables au Parti Républicain et à l'Union pendant la guerre civile, le sud-est a été colonisé par des sudistes blancs conservateurs. Pendant des décennies, ils ont été affiliés au Parti Démocrate des États-Unis et aux traditions de cette région.
La Grande Dépression a nui au GOP. Depuis la fin du XXe siècle, les affiliations partisanes ont changé et aujourd’hui, la plupart des conservateurs blancs appartiennent au Parti Républicain. C'est aujourd'hui l'un des districts les plus républicains du pays. George W. Bush a obtenu 72 % des voix présidentielles du district en 2004.
Contrairement à l'ancien 3e district congressionnel, une zone en grande partie rurale, aujourd'hui la moitié des habitants du district sont classés comme urbains, et 3 % des adultes travaillant dans le district utilisent les transports en commun, font du vélo ou marchent. La population du district est composée de 5 % de Latinos et de 3 % de personnes nées à l'étranger.

## Historique de vote
| Année | Poste     | Résultats              |
| ----- | --------- | ---------------------- |
| 2000  | Président | Bush 66,0 % - 34,0 %   |
| 2004  | Président | Bush 72,0 % - 28,0 %   |
| 2008  | Président | McCain 73,0 % - 27,0 % |
| 2012  | Président | Romney 74,0 % - 26,0 % |
| 2016  | Président | Trump 74,0 % - 21,0 %  |
| 2020  | Président | Trump 75,0 % - 23,0 %  |

## Liste des Représentants du district
| Membre                               | Parti       | Années                          | Congrès        | Histoire électorale | Zone géographique |
| ------------------------------------ | ----------- | ------------------------------- | -------------- | --- | ----------------- |
| District établit le 16 novembre 1907 |             |                                 |                | |                   |
| James S. Davenport (en)              | Démocrate   | 16 novembre 1907 - 3 mars 1909  | 60e            | Élu en 1907. Perd sa réélection. |                   |
| Charles E. Creager (en)              | Républicain | 4 mars 1909 - 3 mars 1911       | 61e            | Élu en 1908. Perd sa réélection. |                   |
| James S. Davenport (en)              | Démocrate   | 4 mars 1911 - 3 mars 1915       | 62e , 63e      | Élu en 1910. Réélu en 1912. Redécoupage vers le 1er district. |                   |
| Charles D. Carter (en)               | Démocrate   | 4 mars 1915 - 3 mars 1927       | 64e - 69e      | Redécoupage depuis le 4e district et réélu en 1914. Réélu en 1916. Réélu en 1918. Réélu en 1920. Réélu en 1922. Réélu en 1924. Perd sa renomination.                                                                                    |                   |
| Wilburn Cartwright (en)              | Démocrate   | 4 mars 1927 - 3 janvier 1943    | 70e - 77e      | Élu en 1926. Réélu en 1928. Réélu en 1930. Réélu en 1932. Réélu en 1934. Réélu en 1936. Réélu en 1938. Réélu en 1940. Perd sa renomination.                                                                                             |                   |
| Paul Stewart (en)                    | Démocrate   | 3 janvier 1943 - 3 janvier 1947 | 78e , 79e      | Élu en 1942. Réélu en 1944. Retrait. |                   |
| Carl Albert                          | Démocrate   | 3 janvier 1947 - 3 janvier 1977 | 80e - 94e      | Élu en 1946. Réélu en 1948. Réélu en 1950. Réélu en 1952. Réélu en 1954. Réélu en 1956. Réélu en 1958. Réélu en 1960. Réélu en 1962. Réélu en 1964. Réélu en 1966. Réélu en 1968. Réélu en 1970. Réélu en 1972. Réélu en 1974. Retrait. |                   |
| Wes Watkins (en)                     | Démocrate   | 3 janvier 1977 - 3 janvier 1991 | 95e - 101e     | Élu en 1976. Réélu en 1978. Réélu en 1980. Réélu en 1982. Réélu en 1984. Réélu en 1986. Réélu en 1988. Retrait pour se présenter comme Gouverneur de l'Oklahoma.                                                                        |                   |
| Bill Brewster (en)                   | Démocrate   | 3 janvier 1991 - 3 janvier 1997 | 102e - 104e    | Élu en 1990. Réélu en 1992. Réélu en 1994. Retrait. |                   |
| Wes Watkins (en)                     | Républicain | 3 janvier 1997 - 3 janvier 2003 | 105e - 107e    | Élu en 1996. Réélu en 1998. Réélu en 2000. Retrait. |                   |
| Frank Lucas                          | Républicain | 3 janvier 2003 - Présent        | 108e - Présent | Redécoupage depuis le 6e et réélu en 2002. Réélu en 2004. Réélu en 2006. Réélu en 2008. Réélu en 2010. Réélu en 2012. Réélu en 2014. Réélu en 2016. Réélu en 2018. Réélu en 2020. Réélu en 2022.                                        | 2003–2013         |
| Frank Lucas                          | Républicain | 3 janvier 2003 - Présent        | 108e - Présent | Redécoupage depuis le 6e et réélu en 2002. Réélu en 2004. Réélu en 2006. Réélu en 2008. Réélu en 2010. Réélu en 2012. Réélu en 2014. Réélu en 2016. Réélu en 2018. Réélu en 2020. Réélu en 2022.                                        | 2013–2023         |
| Frank Lucas                          | Républicain | 3 janvier 2003 - Présent        | 108e - Présent | Redécoupage depuis le 6e et réélu en 2002. Réélu en 2004. Réélu en 2006. Réélu en 2008. Réélu en 2010. Réélu en 2012. Réélu en 2014. Réélu en 2016. Réélu en 2018. Réélu en 2020. Réélu en 2022.                                        | 2023–Présent      |

## Résultats des récentes élections
Voici les résultats des dix précédents cycles électoraux dans le district.

### 2004
| Élection de 2004 du 3e district congressionnel de l'Oklahoma | Élection de 2004 du 3e district congressionnel de l'Oklahoma | Élection de 2004 du 3e district congressionnel de l'Oklahoma | Élection de 2004 du 3e district congressionnel de l'Oklahoma | Élection de 2004 du 3e district congressionnel de l'Oklahoma |
| ------------------------------------------------------------ | ------------------------------------------------------------ | ------------------------------------------------------------ | ------------------------------------------------------------ | ------------------------------------------------------------ |
| Parti                                                        | Parti                                                        | Candidat                                                     | Votes                                                        | %                                                            |
|                                                              | Républicain                                                  | Frank Lucas (sortant)                                        | 215 510                                                      | 82,2                                                         |
|                                                              | Indépendant                                                  | Gregory M. Wilson                                            | 46 621                                                       | 17,8                                                         |
| Total des votes                                              | Total des votes                                              | Total des votes                                              | 262 131                                                      | 100 %                                                        |
|                                                              | Les Républicains conservent                                  |                                                              |                                                              |                                                              |

### 2006
| Élection de 2006 du 3e district congressionnel de l'Oklahoma | Élection de 2006 du 3e district congressionnel de l'Oklahoma | Élection de 2006 du 3e district congressionnel de l'Oklahoma | Élection de 2006 du 3e district congressionnel de l'Oklahoma | Élection de 2006 du 3e district congressionnel de l'Oklahoma |
| ------------------------------------------------------------ | ------------------------------------------------------------ | ------------------------------------------------------------ | ------------------------------------------------------------ | ------------------------------------------------------------ |
| Parti                                                        | Parti                                                        | Candidat                                                     | Votes                                                        | %                                                            |
|                                                              | Républicain                                                  | Frank Lucas (sortant)                                        | 128 042                                                      | 67,5                                                         |
|                                                              | Démocrate                                                    | Sue Barton                                                   | 61 749                                                       | 32,5                                                         |
| Total des votes                                              | Total des votes                                              | Total des votes                                              | 189 791                                                      | 100 %                                                        |
|                                                              | Les Républicains conservent                                  |                                                              |                                                              |                                                              |

### 2008
| Élection de 2008 du 3e district congressionnel de l'Oklahoma | Élection de 2008 du 3e district congressionnel de l'Oklahoma | Élection de 2008 du 3e district congressionnel de l'Oklahoma | Élection de 2008 du 3e district congressionnel de l'Oklahoma | Élection de 2008 du 3e district congressionnel de l'Oklahoma |
| ------------------------------------------------------------ | ------------------------------------------------------------ | ------------------------------------------------------------ | ------------------------------------------------------------ | ------------------------------------------------------------ |
| Parti                                                        | Parti                                                        | Candidat                                                     | Votes                                                        | %                                                            |
|                                                              | Républicain                                                  | Frank Lucas (sortant)                                        | 184 306                                                      | 69,7                                                         |
|                                                              | Démocrate                                                    | Frankie Robbins                                              | 62 297                                                       | 23,6                                                         |
|                                                              | Indépendant                                                  | Forrest Michael                                              | 17 756                                                       | 6,7                                                          |
| Total des votes                                              | Total des votes                                              | Total des votes                                              | 264 359                                                      | 100 %                                                        |
|                                                              | Les Républicains conservent                                  |                                                              |                                                              |                                                              |

### 2010
| Élection de 2010 du 3e district congressionnel de l'Oklahoma | Élection de 2010 du 3e district congressionnel de l'Oklahoma | Élection de 2010 du 3e district congressionnel de l'Oklahoma | Élection de 2010 du 3e district congressionnel de l'Oklahoma | Élection de 2010 du 3e district congressionnel de l'Oklahoma |
| ------------------------------------------------------------ | ------------------------------------------------------------ | ------------------------------------------------------------ | ------------------------------------------------------------ | ------------------------------------------------------------ |
| Parti                                                        | Parti                                                        | Candidat                                                     | Votes                                                        | %                                                            |
|                                                              | Républicain                                                  | Frank Lucas (sortant)                                        | 161 927                                                      | 78,0                                                         |
|                                                              | Démocrate                                                    | Frankie Robbins                                              | 45 689                                                       | 22,0                                                         |
| Total des votes                                              | Total des votes                                              | Total des votes                                              | 207 616                                                      | 100 %                                                        |
|                                                              | Les Républicains conservent                                  |                                                              |                                                              |                                                              |

### 2012
| Élection de 2012 du 3e district congressionnel de l'Oklahoma | Élection de 2012 du 3e district congressionnel de l'Oklahoma | Élection de 2012 du 3e district congressionnel de l'Oklahoma | Élection de 2012 du 3e district congressionnel de l'Oklahoma | Élection de 2012 du 3e district congressionnel de l'Oklahoma |
| ------------------------------------------------------------ | ------------------------------------------------------------ | ------------------------------------------------------------ | ------------------------------------------------------------ | ------------------------------------------------------------ |
| Parti                                                        | Parti                                                        | Candidat                                                     | Votes                                                        | %                                                            |
|                                                              | Républicain                                                  | Frank Lucas (sortant)                                        | 201 744                                                      | 75,3                                                         |
|                                                              | Démocrate                                                    | Timothy Ray Murray                                           | 53 472                                                       | 20,0                                                         |
|                                                              | Indépendant                                                  | William M. Sanders                                           | 12 787                                                       | 4,8                                                          |
| Total des votes                                              | Total des votes                                              | Total des votes                                              | 268 003                                                      | 100 %                                                        |
|                                                              | Les Républicains conservent                                  |                                                              |                                                              |                                                              |

### 2014
| Élection de 2014 du 3e district congressionnel de l'Oklahoma | Élection de 2014 du 3e district congressionnel de l'Oklahoma | Élection de 2014 du 3e district congressionnel de l'Oklahoma | Élection de 2014 du 3e district congressionnel de l'Oklahoma | Élection de 2014 du 3e district congressionnel de l'Oklahoma |
| ------------------------------------------------------------ | ------------------------------------------------------------ | ------------------------------------------------------------ | ------------------------------------------------------------ | ------------------------------------------------------------ |
| Parti                                                        | Parti                                                        | Candidat                                                     | Votes                                                        | %                                                            |
|                                                              | Républicain                                                  | Frank Lucas (sortant)                                        | 133 335                                                      | 78,6                                                         |
|                                                              | Démocrate                                                    | Frankie Ribbons                                              | 36 270                                                       | 21,4                                                         |
| Total des votes                                              | Total des votes                                              | Total des votes                                              | 169 605                                                      | 100 %                                                        |
|                                                              | Les Républicains conservent                                  |                                                              |                                                              |                                                              |

### 2016
| Élection de 2016 du 3e district congressionnel de l'Oklahoma | Élection de 2016 du 3e district congressionnel de l'Oklahoma | Élection de 2016 du 3e district congressionnel de l'Oklahoma | Élection de 2016 du 3e district congressionnel de l'Oklahoma | Élection de 2016 du 3e district congressionnel de l'Oklahoma |
| ------------------------------------------------------------ | ------------------------------------------------------------ | ------------------------------------------------------------ | ------------------------------------------------------------ | ------------------------------------------------------------ |
| Parti                                                        | Parti                                                        | Candidat                                                     | Votes                                                        | %                                                            |
|                                                              | Républicain                                                  | Frank Lucas (sortant)                                        | 227 525                                                      | 78,3                                                         |
|                                                              | Démocrate                                                    | Frankie Robbins                                              | 63 090                                                       | 21,7                                                         |
| Total des votes                                              | Total des votes                                              | Total des votes                                              | 290 615                                                      | 100 %                                                        |
|                                                              | Les Républicains conservent                                  |                                                              |                                                              |                                                              |

### 2018
| Élection de 2018 du 3e district congressionnel de l'Oklahoma | Élection de 2018 du 3e district congressionnel de l'Oklahoma | Élection de 2018 du 3e district congressionnel de l'Oklahoma | Élection de 2018 du 3e district congressionnel de l'Oklahoma | Élection de 2018 du 3e district congressionnel de l'Oklahoma |
| ------------------------------------------------------------ | ------------------------------------------------------------ | ------------------------------------------------------------ | ------------------------------------------------------------ | ------------------------------------------------------------ |
| Parti                                                        | Parti                                                        | Candidat                                                     | Votes                                                        | %                                                            |
|                                                              | Républicain                                                  | Frank Lucas (sortant)                                        | 172 913                                                      | 73,9                                                         |
|                                                              | Démocrate                                                    | Frankie Robbins                                              | 61 152                                                       | 26,1                                                         |
| Total des votes                                              | Total des votes                                              | Total des votes                                              | 234 065                                                      | 100 %                                                        |
|                                                              | Les Républicains conservent                                  |                                                              |                                                              |                                                              |

### 2020
| Élection de 2020 du 3e district congressionnel de l'Oklahoma | Élection de 2020 du 3e district congressionnel de l'Oklahoma | Élection de 2020 du 3e district congressionnel de l'Oklahoma | Élection de 2020 du 3e district congressionnel de l'Oklahoma | Élection de 2020 du 3e district congressionnel de l'Oklahoma |
| ------------------------------------------------------------ | ------------------------------------------------------------ | ------------------------------------------------------------ | ------------------------------------------------------------ | ------------------------------------------------------------ |
| Parti                                                        | Parti                                                        | Candidat                                                     | Votes                                                        | %                                                            |
|                                                              | Républicain                                                  | Frank Lucas (sortant)                                        | 242 677                                                      | 78,5                                                         |
|                                                              | Démocrate                                                    | Zoe Midyett                                                  | 66 501                                                       | 21,5                                                         |
| Total des votes                                              | Total des votes                                              | Total des votes                                              | 309 178                                                      | 100 %                                                        |
|                                                              | Les Républicains conservent                                  |                                                              |                                                              |                                                              |

### 2022
La Primaire Démocrate a été annulée. Jeremiah Ross (D) avance vers l'Élection Générale.
| Primaire Républicaine de 2022 du 3e district congressionnel de l'Oklahoma | Primaire Républicaine de 2022 du 3e district congressionnel de l'Oklahoma | Primaire Républicaine de 2022 du 3e district congressionnel de l'Oklahoma | Primaire Républicaine de 2022 du 3e district congressionnel de l'Oklahoma | Primaire Républicaine de 2022 du 3e district congressionnel de l'Oklahoma |
| ------------------------------------------------------------------------- | ------------------------------------------------------------------------- | ------------------------------------------------------------------------- | ------------------------------------------------------------------------- | ------------------------------------------------------------------------- |
| Parti                                                                     | Parti                                                                     | Candidat                                                                  | Votes                                                                     | %                                                                         |
|                                                                           | Républicain                                                               | Frank Lucas (sortant)                                                     | 44 442                                                                    | 61,1                                                                      |
|                                                                           | Républicain                                                               | Wade Burleson                                                             | 22 258                                                                    | 30,6                                                                      |
|                                                                           | Républicain                                                               | Stephen Butler                                                            | 5 997                                                                     | 8,2                                                                       |

| Élection de 2022 du 3e district congressionnel de l'Oklahoma | Élection de 2022 du 3e district congressionnel de l'Oklahoma | Élection de 2022 du 3e district congressionnel de l'Oklahoma | Élection de 2022 du 3e district congressionnel de l'Oklahoma | Élection de 2022 du 3e district congressionnel de l'Oklahoma |
| ------------------------------------------------------------ | ------------------------------------------------------------ | ------------------------------------------------------------ | ------------------------------------------------------------ | ------------------------------------------------------------ |
| Parti                                                        | Parti                                                        | Candidat                                                     | Votes                                                        | %                                                            |
|                                                              | Républicain                                                  | Frank Lucas (sortant)                                        | 147 418                                                      | 74,5                                                         |
|                                                              | Démocrate                                                    | Jeremiah Ross                                                | 50 354                                                       | 25,5                                                         |
| Total des votes                                              | Total des votes                                              | Total des votes                                              | 197 772                                                      | 100 %                                                        |
|                                                              | Les Républicains conservent                                  |                                                              |                                                              |                                                              |

### 2024
| Primaire Républicaine de 2024 du 3e district congressionnel de l'Oklahoma | Primaire Républicaine de 2024 du 3e district congressionnel de l'Oklahoma | Primaire Républicaine de 2024 du 3e district congressionnel de l'Oklahoma | Primaire Républicaine de 2024 du 3e district congressionnel de l'Oklahoma | Primaire Républicaine de 2024 du 3e district congressionnel de l'Oklahoma |
| ------------------------------------------------------------------------- | ------------------------------------------------------------------------- | ------------------------------------------------------------------------- | ------------------------------------------------------------------------- | ------------------------------------------------------------------------- |
| Parti                                                                     | Parti                                                                     | Candidat                                                                  | Votes                                                                     | %                                                                         |
|                                                                           | Républicain                                                               | Frank Lucas (sortant)                                                     | 37 158                                                                    | 73,0                                                                      |
|                                                                           | Républicain                                                               | Darren Hamilton                                                           | 7 087                                                                     | 13,9                                                                      |
|                                                                           | Républicain                                                               | Robin Carder                                                              | 6 651                                                                     | 13,1                                                                      |

Frank Lucas, le Représentant sortant n'ayant pas eu d'opposants, il est élu d'office.